# Storbyn, Nordmalings kommun
Storbyn är en bebyggelse i Nordmalings kommun strax söder om Gräsmyr. SCB avgränsar här sedan 2023 en småort.